# Změna!
Změna! je šesté album brněnské rockové skupiny Progres 2. Bylo vydáno v roce 1988 (viz 1988 v hudbě) a od předchozích tematických desek kapely jej odlišuje zejména fakt, že se jedná o klasické písničkové album.

## Popis alba a jeho historie
V roce 1985 odešel z Progres 2 kytarista Peter Peteraj, místo něj se stal členem klávesista Milan Nytra. V roce 1986 vytvořila skupina koncertní program nazvaný prostě Progres 2, který, na rozdíl od předchozích projektů, nebyl koncepční (tematický, ba dokonce rocková opera). Jednalo se o sled klasických písniček bez jakéhokoliv spojujícího tématu. Oproti poslednímu albu Mozek se výrazně změnil i zvuk kapely, který byl založen na syntezátorech a byl dosti umělý.
Právě z programu Progres 2 pochází písně nahrané v roce 1987 v pražském studiu Mozarteum a vydané o rok později na albu Změna!. Autorem téměř všech textů je Vladimír Čort.

## Vydávání alba
Album Změna! vyšlo na LP v roce 1988 ve vydavatelství Supraphon. Jediná reedice desky na CD byla vydána v rámci kompilace Mozek/Změna u Sony Music/Bonton v roce 2000.

## Seznam skladeb
1. „Kdo to myslí vážně“ (Kluka/Čort) – 4:38
2. „Změna“ (Kluka/Čort) – 4:56
3. „Nejsi jiný“ (Kluka/Čort) – 3:38
4. „Tajemství her“ (Bajger/Bajger) – 5:29
5. „Něžný dotek zmoudření“ (Kluka/Čort) – 3:27
6. „Rty jsou schránka čekání“ (Pelc/Čort) – 8:45
7. „Stroj na výrobu hluku“ (Kluka/Čort) – 5:18
8. „Na dřevěném koni“ (Bajger, Pelc/Čort) – 4:15
9. „Plátěnky na nohách“ (Kluka/Čort) – 3:24

## Obsazení
- Progres 2
  - Aleš Bajger – elektrická kytara, zpěv
  - Pavel Pelc – klávesy, programování, baskytara, zpěv
  - Milan Nytra – klávesy, zpěv
  - Zdeněk Kluka – bicí, zpěv